# خداحافظ ارل
«خداحافظ ارل» (به انگلیسی: Goodbye Earl) تک‌آهنگی از دیکسی چیکس است که در سال ۲۰۰۰ میلادی منتشر شد.
این تک‌آهنگ در چارت‌های جزو ده ترانه اول قرار گرفت.